# Josie Farrington
Josephine Farrington, baronne Farrington de Ribbleton (née Cayless ; 29 juin 1940 - 30 mars 2018) est une femme politique du parti travailliste britannique, active dans le gouvernement local au niveau international avant son élévation au titre de lord en 1994.

## Biographie
Elle est conseillère de l'arrondissement de Preston de 1973 à 1976. En 1977, elle est élue au Conseil du comté de Lancashire et occupe plusieurs postes de direction, dont celle de présidente du comité d'éducation. De 1981 à 1994, elle est membre de la Conférence permanente des pouvoirs locaux et régionaux du Conseil de l'Europe et de son successeur le Congrès du Conseil de l'Europe. Elle est observatrice internationale aux élections locales en Pologne, en Ukraine et en Albanie. Elle est également membre du Comité des régions de l'Union européenne et présidente de l'éducation et de la formation en 1994.
Farrington est candidate travailliste à l'élection générale de 1983 pour la circonscription de West Lancashire et se présente à nouveau pour le parti à l'élection partielle de 1991 à Ribble Valley. Le 29 septembre 1994, elle est créée pair à vie en tant que baronne Farrington de Ribbleton, de Fulwood dans le comté de Lancashire. Elle est porte-parole du gouvernement à la Chambre des lords pour plusieurs sujets entre 1997 et 2010.